# Ernst-August-Carrée

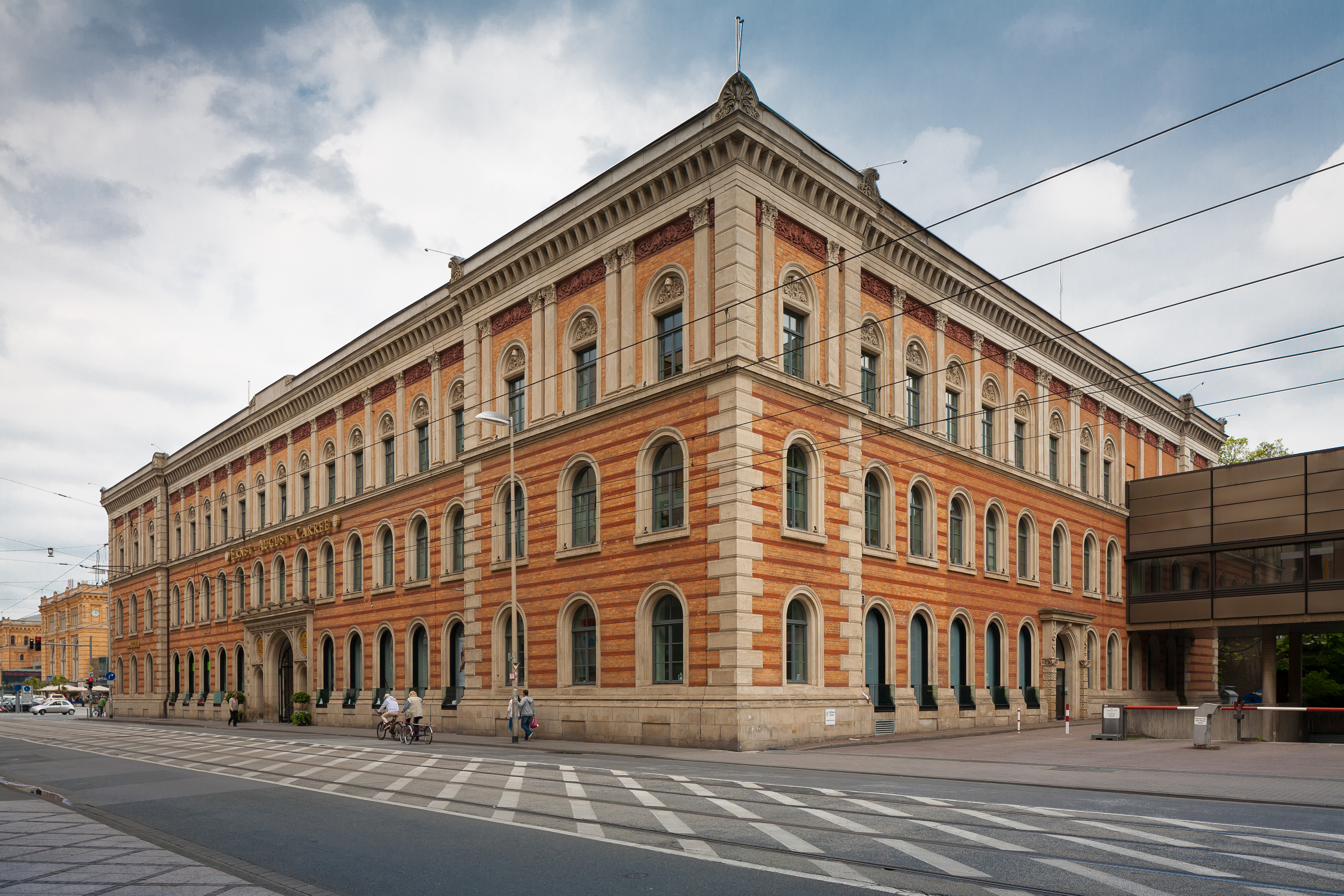
Ernst-August-Carrée, 2014

Das Ernst-August-Carrée ist ein historischer und denkmalgeschützter Gebäudekomplex im Stadtbezirk Mitte in Hannover. Er befindet sich an der Ecke Joachimstraße/Ernst-August-Platz und ist ein Nachbargebäude des hannoverschen Hauptbahnhofs. Der Bau wurde gegen Ende des 19. Jahrhunderts als Sitz der Königlichen Eisenbahndirektion Hannover errichtet und wird heute als Einkaufszentrum sowie Bürogebäude genutzt.

## Architektur
Der dreigeschossige Bau mit vier Gebäudeflügeln wurde in den Jahren 1870 bis 1872 nach Plänen des Berliner Architekten Friedrich Hitzig erbaut. Die Fassade verkleidete er mit gelbem Ziegelmauerwerk, das rote Bänder akzentuieren. Die Ecken des Hauses sind als Risalite ausgeführt, die nur wenig aus der Bauflucht hervortreten. Das Obergeschoss erhielt ein umlaufendes Geschosssims mit Pilastern, angelehnt an Vorbilder aus der Antike. Darüber folgt ein weit auskragendes Dachgesims, das Aktroterien aus Sandstein schmücken. Der an der Joachimstraße verlaufende Flügel wurde 1970 als Kopie rekonstruiert.
Nach diversen Sanierungsmaßnahmen blieb die Klinkerfassade mit Sandsteineinfassungen erhalten. Der in jüngerer Zeit mediterran umgestaltete Innenhof wird von einem 17 Meter hohen Glasdach bedeckt. Das in 17 Einheiten unterteilbare Gebäude verfügt im Erdgeschoss über drei Eingänge. Die oberen Etagen sind über vier Treppen erreichbar. Bei den Sanierungen wurde eine solide Stein- und Betonbauweise bei Wänden, Böden und Decken beibehalten.

## Geschichte

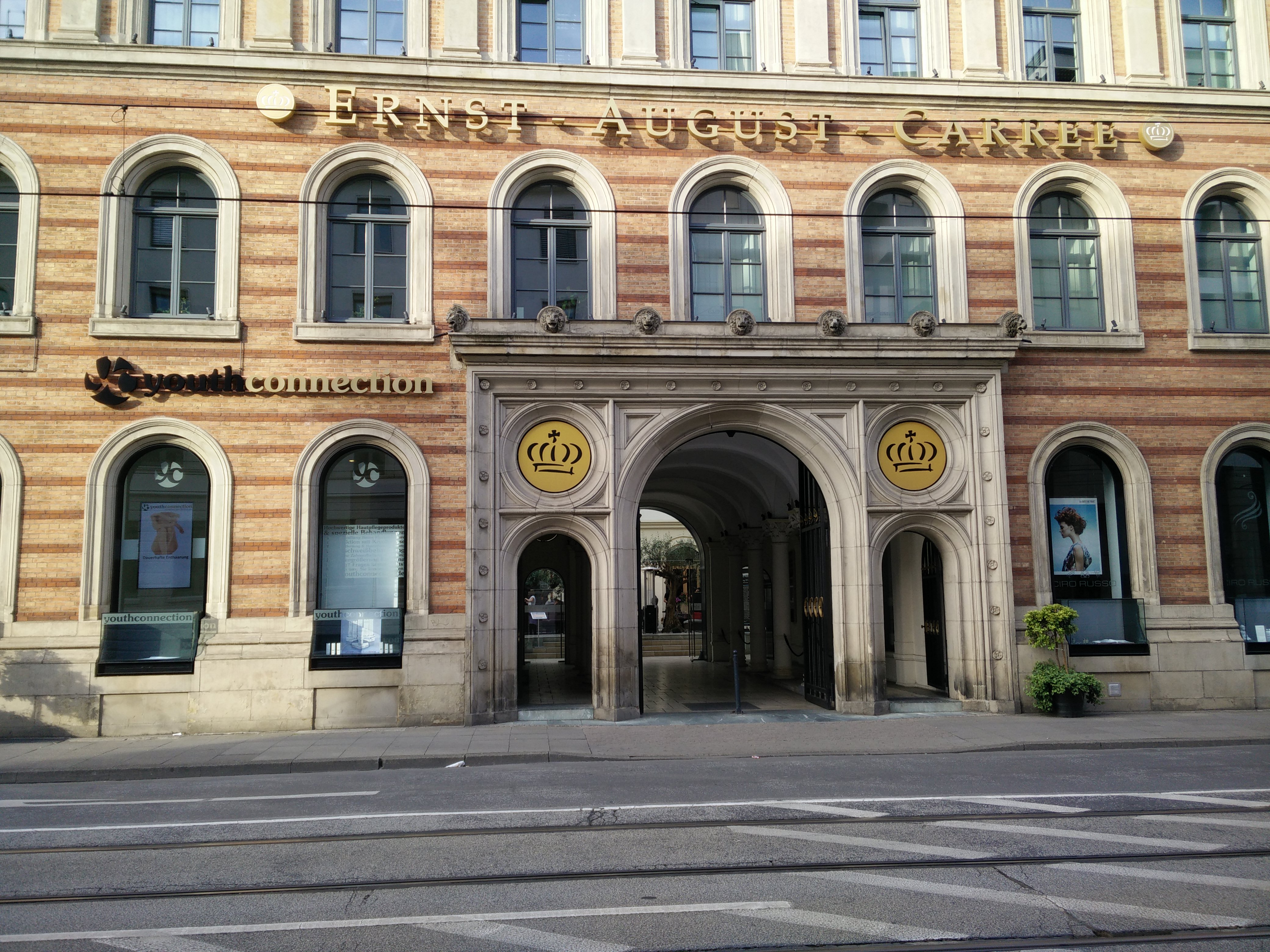
Eingang des Ernst-August-Carrées an der Joachimstraße

Nach Fertigstellung wurde das Gebäude von der Königlichen Eisenbahndirektion Hannover, nach 1920 von der Reichsbahndirektion Hannover und nach dem Zweiten Weltkrieg bis in die 1990er Jahre von der Bahndirektion Hannover der Deutschen Bundesbahn als Verwaltungsgebäude genutzt. Nachdem die privatwirtschaftlich umstrukturierte Deutsche Bahn AG vorübergehend aus dem denkmalgeschützten Gebäude ausgezogen war, erfolgten Umbauten in den Jahren 2001 bis 2003. Weitere Sanierungen wurden im Jahr 2010 beendet.
Seither beherbergt das Erdgeschoss Büros, Läden, Unternehmen des Einzelhandels und der Gastronomie, während in den oberen Etagen die Deutsche Bahn AG der Hauptmieter ist. Auf dem Gebäude befindet sich die Inschrift ERNST-AUGUST-CARREE, in Großbuchstaben und ohne Akzent über dem E.
2015 stand der Gebäudekomplex im Eigentum der Real I.S. mit Sitz in München. Dieses Unternehmen hat das Gebäude von der CBRE Global Investors erworben. Zuvor hatte die niederländische ING-Bank das Carrée als Fondsprojekt gekauft.